# Bernardmeer (Ontario)
Het Bernardmeer (Bernard Lake) is een zoetwatermeer 276 kilometer ten noorden van Toronto en 23 kilometer ten westen van Algonquin Park in Parry Sound District, Ontario, Canada, tussen Huntsville en North Bay. Het is ongeveer 2,5 kilometer breed en 7 kilometer lang. Het dorp Sundridge ligt aan de noordelijke oever van dit schone, heldere meer dat verder in de gemeente Strong ligt. Het meer is vernoemd naar een familie die jarenlang in het gebied heeft gejaagd.
Historisch gezien werd het meer voornamelijk gebruikt voor houtkap, en men kan nog steeds veel boomstammen zien die drassig zijn geworden en naar de bodem zijn gezonken. Lake Bernard heette vroeger Stoney Lake, vanwege het grote rotsvolume dat rond de zuidelijke oevers van het meer te vinden is. Een groot deel van het meer heeft zandstranden en veel gebieden hebben een zandbodem en ondiep water.
Vissoorten in het meer zijn onder andere meerforel, regenboogforel, bronforel, gele baars.